# Metter (Georgia)
Metter ist eine Stadt und zudem der County Seat des Candler County im US-Bundesstaat Georgia mit 4130 Einwohnern (Stand: 2010).

## Geographie
Metter liegt rund 90 km westlich von Savannah sowie etwa 280 km südöstlich von Atlanta im Osten Georgias.

## Geschichte
Die Siedlung Metter wurde 1889 gegründet. 1914 wurde Metter zum Verwaltungssitz des Candler Countys ernannt und 1920 erhielt der Ort den City-Status.

## Demographische Daten
Laut der Volkszählung von 2010 verteilten sich die damaligen 4130 Einwohner auf 1558 bewohnte Haushalte, was einen Schnitt von 2,52 Personen pro Haushalt ergibt. Insgesamt bestehen 1791 Haushalte. 
64,8 % der Haushalte waren Familienhaushalte (bestehend aus verheirateten Paaren mit oder ohne Nachkommen bzw. einem Elternteil mit Nachkomme) mit einer durchschnittlichen Größe von 3,12 Personen. In 35,6 % aller Haushalte lebten Kinder unter 18 Jahren sowie in 29,7 % aller Haushalte Personen mit mindestens 65 Jahren.
29,4 % der Bevölkerung waren jünger als 20 Jahre, 24,7 % waren 20 bis 39 Jahre alt, 23,6 % waren 40 bis 59 Jahre alt und 22,4 % waren mindestens 60 Jahre alt. Das mittlere Alter betrug 37 Jahre. 46,9 % der Bevölkerung waren männlich und 53,1 % weiblich.
54,2 % der Bevölkerung bezeichneten sich als Weiße, 38,1 % als Afroamerikaner, 0,1 % als Indianer und 1,2 % als Asian Americans. 5,6 % gaben die Angehörigkeit zu einer anderen Ethnie und 0,8 % zu mehreren Ethnien an. 8,2 % der Bevölkerung bestand aus Hispanics oder Latinos.
Das durchschnittliche Jahreseinkommen pro Haushalt lag bei 23.862 USD, dabei lebten 32,8 % der Bevölkerung unter der Armutsgrenze.

## Sehenswürdigkeiten
Folgende Objekte wurden in das National Register of Historic Places eingetragen:
- Candler County Courthouse
- Candler County Jail
- Metter High School
- South Metter Residential Historic District

## Verkehr
Metter wird von der Interstate 16 sowie von den Georgia State Routes 23, 46, 121 und 129 durchquert. Der nächste Flughafen ist der Flughafen Savannah (rund 90 km östlich).